# بولو جي
توروس تريماني بارتليت (من مواليد 6 يناير 1999)، المعروف باسم بولو جي (بالإنجليزية: Polo G) هو مغني، مغني راب، كاتب أغاني، ومدير تنفيذي أمريكي. صعد في عام 2018 بأغنيته الفردية «فاينر ثينغز». في عام 2019، اكتسب شهرة واسعة بأغنيته المنفردة «بوب أوت» التي ظهر فيها ليل تجاي والتي بلغت ذروتها في المركز 11 على بيلبورد هوت 100. تم تضمين الأغاني الفردية في ألبوم الاستوديو الأول الخاص به، داي أي ليجند (2019)، والذي بلغ ذروته في المرتبة 6 على بيلبورد 200 الولايات المتحدة وحصل على شهادة البلاتنيوم من رابطة صناعة التسجيلات الأمريكية. بلغ ألبوم بارتليت الثاني، ذا غوْت (2020)، ذروته في المرتبة 2 على بيلبورد 200 وشمل عشرة أغاني فردية ظهرت على ترتيب بيلبورد هوت 100.
في نهاية شهر أبريل 2021، حققت أغنيته المنفردة «رابستار» المركز الأول في أول أسبوع لها على ترتيب بيلبورد هوت 100، وهي أول أغنية له منفردة - بغناء منفرد تكون من ضمن المراكز العشر الأولى.

## حياة شخصية
لدى بارتليت ابن اسمه تريماني. في أغسطس 2019، كاد أن يموت بارتليت بعد تناول جرعة زائدة في أحد الأندية. لقد ترك منذ ذلك الحين عقار النشوة وزاناكس.

## ديسكغرافيا
- داي أي ليجند (2019)
- ذا غوْت (2020)
- هال أوف فيّم (2021)[9]